# Itlatlauhcatzitzimitl
Les Itlatlauhcatzitzimitl sont, dans la mythologie aztèque, un groupe de Tzitzimime à peau rouge. Entre eux, il existait quatre groupes indépendants, lesquels sont appelés Iztactzitzimitl (démons blancs), Coztzitzimitl (démons jaunes), Xoxouhcaltzitzimitl (démons bleus).